# Шуймогоу
Район Шуймого́у (кит. упр. 水磨沟区, пиньинь Shǔimógōu qū, уйг. بۇلاقتاغ رايونى‎, Bulaqtagh Rayoni) — район городского подчинения городского округа Урумчи Синьцзян-Уйгурского автономного района КНР. Здесь находится один из крупнейших городских парков культуры и отдыха, занимающий две горы.

## Этимология
Название района в переводе с китайского означает «Ручей водяного колеса», и связано с тем, что во времена империи Цин здесь находились армейские склады продовольствия. Чтобы зерно не портилось, его нужно было перемалывать в муку, и на ручье для этой цели установили водяную мельницу, которая и дала название местности.

## История
В 1944 году эти земли вошли в состав города. Когда в 1949 году было введено деление Урумчи на семь районов, эти места стали районом № 5. В 1956 году он был переименован в Горнопромышленный район (工矿区). После присоединения в 1961 году территории соседнего посёлка район получил современное название.

## Административное деление
Район Шуймогоу делится на 10 уличных комитетов.